# Wyścigowe Samochodowe Mistrzostwa Polski 2003
Sezon 2003 był czterdziestym siódmym sezonem Wyścigowych Samochodowych Mistrzostw Polski.
Sezon liczył siedem eliminacji, rozgrywanych na torach w Poznaniu (trzy razy), Kamieniu Śląskim (dwa razy), Brnie i Kielcach.

## Mistrzowie
Źródło: staff.amu.edu.pl.
| Klasa               | Kierowca           | Samochód                  | Zespół                                       |
| ------------------- | ------------------ | ------------------------- | -------------------------------------------- |
| Formuła Super Sport | Michał Gil         | Reynard                   | Automobilklub Kielecki                       |
| klasa E-2000        | Wojciech Jankowski |                           | Automobilklub Rzemieślnik                    |
| Grand Prix Polski   | Maciej Stańco      | Porsche                   | Automobilklub Kielecki                       |
| klasa H-3500        | Adam Gładysz       | Audi A4                   | Gładysz Racing Team - Automobilklub Kielecki |
| klasa H-2000        | Marcin Gładysz     | Audi A4                   | Gładysz Racing Team - Automobilklub Kielecki |
| klasa N-1150        | Maciej Polody      | Fiat Cinquecento Sporting | Automobilklub Wielkopolski                   |
| Puchar Alfy Romeo   | Jakub Golec        | Alfa Romeo 156            | Automobilklub Wielkopolski                   |